# Kostis Gimosoulis
Kostis Gimosoulis (en griego: Κωστής Γκιμοσούλης) (Atenas, 1960-Atenas, 7 de agosto de 2023) fue un poeta y novelista griego.  

## Biografía
Cursó derecho en la Universidad de Atenas. También fue dibujante y acuarelista. Μαύρος Χρυσός (Negro dorado), es un libro publicado por él en 2001, que contiene poemas, historias y acuarelas de su producción. 

## Obra

### Poesía
- Ο ξυλοκόπος πυρετός (La fiebre del ladrón),1983
- Η Αγία Μελάνη (Tinta china), 1983
- Το στόμα κλέφτης (La boca del ladrón), 1986
- Επικίνδυνα παιδιά (Muchachos peligrosos), 1992
- Αγάπη από ζήλια (Del placer hacia el amor), antología, 2004

### Prosa
- Μια νύχτα με την κόκκινη (Una noche con la mujer de rojo), 1995
- Ανατολή (Anatolia), 1998
- Βρέχει φως (Llueve luz), 2002